# Cymatia coleoptrata
Cymatia coleoptrata är en insektsart som först beskrevs av Fabricius 1777.  Cymatia coleoptrata ingår i släktet Cymatia och familjen buksimmare. Arten är reproducerande i Sverige. Inga underarter finns listade i Catalogue of Life.